# Akropolis IF
Akropolis IF was een Zweedse voetbalclub uit de hoofdstad Stockholm die was opgericht door Griekse immigranten. De clubkleur was blauw.
De club ging failliet en werd in 2024 ontbonden.

## Geschiedenis
De club werd opgericht in 1968 als basketbalclub en begon in 1969 ook met voetbal. Vanaf 1975 werd er ook gestart met jeugdafdelingen. De club werkte samen met andere clubs uit Stockholm, AIK en Brommapojkarna, maar de samenwerking is intussen opgeheven. Lange tijd speelde Akropolis IF in de lagere Zweedse klassen, maar het klom in 2020 zelfs naar de Superettan.
In de Superettan behaalde men gemiddeld het laagste toeschouwersaantal van alle clubs. In het debuutseizoen eindigde het knap als vijfde in de eindrangschikking, maar in 2021 degradeerde het als nog naar de Ettan nadat de twee finalewedstrijden tegen Skövde AIK (3–0 uit, 0–0 thuis) verloren gingen. In december 2021 meldde de Zweedse voetbalbond dat Akropolis geen licentie kreeg toebedeeld voor de Ettan, waarna verplichte degradatie naar de Division 2 volgde.
Op de eerste speeldag in de Division 2 verloor het met maar liefst 28-0 van IFK Stocksund en nadat men op de tweede speeldag niet kwam opdagen voor de wedstrijd tegen Hudiksvalls FF, werd Akropolis uit de voetbalpiramide gezet.

## Overzicht recente seizoenen
| Seizoen | Niveau     | Division   | Afdeling        | Positie | Opmerkingen                                        |
| ------- | ---------- | ---------- | --------------- | ------- | -------------------------------------------------- |
| 1993    | 5de klasse | Division 4 | Stockholm Norra | 9de     |                                                    |
| 1994    | 5de klasse | Division 4 | Stockholm Norra | 9de     |                                                    |
| 1995    | 5de klasse | Division 4 | Stockholm Norra | 3de     |                                                    |
| 1996    | 5de klasse | Division 4 | Stockholm Norra | 5de     |                                                    |
| 1997    | 5de klasse | Division 4 | Stockholm Norra | 5de     |                                                    |
| 1998    | 5de klasse | Division 4 | Stockholm Norra | 3de     |                                                    |
| 1999    | 5de klasse | Division 4 | Stockholm Norra | 1ste    | Gepromoveerd                                       |
| 2000    | 4de klasse | Division 3 | Norra Svealand  | 9de     | Gedegradeerd                                       |
| 2001    | 5de klasse | Division 4 | Stockholm Norra | 3de     |                                                    |
| 2002    | 5de klasse | Division 4 | Stockholm Norra | 5de     |                                                    |
| 2003    | 5de klasse | Division 4 | Stockholm Norra | 5de     |                                                    |
| 2004    | 5de klasse | Division 4 | Stockholm Norra | 1ste    | Gepromoveerd                                       |
| 2005    | 4de klasse | Division 3 | Norra Svealand  | 9de     |                                                    |
| 2006*   | 5de klasse | Division 3 | Norra Svealand  | 2de     | Gepromoveerd                                       |
| 2007    | 4de klasse | Division 2 | Södra Svealand  | 5de     |                                                    |
| 2008    | 4de klasse | Division 2 | Södra Svealand  | 5de     |                                                    |
| 2009    | 4de klasse | Division 2 | Södra Svealand  | 3de     |                                                    |
| 2010    | 4de klasse | Division 2 | Södra Svealand  | 1ste    | Gepromoveerd                                       |
| 2011    | 3de klasse | Division 1 | Norra           | 11de    |                                                    |
| 2012    | 3de klasse | Division 1 | Norra           | 13de    | Gedegradeerd                                       |
| 2013    | 4de klasse | Division 2 | Norra Svealand  | 3de     |                                                    |
| 2014    | 4de klasse | Division 2 | Norra Svealand  | 1ste    | Gepromoveerd                                       |
| 2015    | 3de klasse | Division 1 | Norra           | 2de     | PD verloren                                        |
| 2016    | 3de klasse | Division 1 | Norra           | 3de     |                                                    |
| 2017    | 3de klasse | Division 1 | Norra           | 2de     | PD verloren                                        |
| 2018    | 3de klasse | Division 1 | Norra           | 4de     |                                                    |
| 2019    | 3de klasse | Division 1 | Norra           | 1ste    | Gepromoveerd                                       |
| 2020    | 2de klasse | Superettan |                 | 5de     |                                                    |
| 2021    | 2de klasse | Superettan |                 | 13de    | PD verloren, verplichte degradatie naar Division 2 |
| 2022    | 4de klasse | Division 2 |                 |         |                                                    |

* Door competitieherstructurering in 2006 degradeerde de club sportief een niveau.